# Kyrjakiwka
Kyrjakiwka (ukr. Кир'яківка) – wieś na Ukrainie, w obwodzie mikołajowskim, w rejonie mikołajowskim. W 2001 liczyła 1223 mieszkańców, spośród których 1079 wskazało jako ojczysty język ukraiński, 139 rosyjski, 1 mołdawski, 2 bułgarski, 1 białoruski, a 1 inny.